# Torneo Apertura 2004 (México)
El Torneo Apertura 2004 fue la edición LXXII del campeonato de liga de la Primera División del fútbol mexicano. Se trató del 17.º torneo corto, luego del cambio en el formato de competencia, con el que se abrió la temporada 2004-05. El campeón vigente Pumas de la UNAM derrotó en la final a Monterrey y además de obtener su quinto título, se convirtió en el séptimo equipo en conseguir un bicampeonato de liga en el fútbol mexicano.
Dorados de Sinaloa ascendió a Primera División, sustituyendo al descendido San Luis. Al final del torneo anterior la Federación Mexicana de Fútbol determinó reducir el número de equipos en el máximo circuito de 20 a 18; para ello adquirió y en consecuencia desapareció las franquicias de Irapuato y Querétaro.

## Sistema de competición

### Formato de competencia
Los 18 equipos participantes se dividen en 3 grupos de 6 equipos, juegan todos contra todos a una sola ronda, por lo que cada equipo jugó 17 partidos; al finalizar la temporada regular de 17 partidos califican a la liguilla los 2 primeros lugares de cada grupo y los 2 mejores ubicados en la tabla general.

### Fase de calificación
En la fase de calificación se observará el sistema de puntos. La ubicación en la tabla general está sujeta a lo siguiente:
- Por juego ganado se obtendrán tres puntos.
- Por juego empatado se obtendrá un punto.
- Por juego perdido no se otorgan puntos.

En esta fase participaron los 18 clubes de la Primera División jugando en cada torneo todos contra todos durante las 17 jornadas respectivas, a un solo partido.
El orden de los clubes al final de la fase de Calificación del Torneo corresponderá a la suma de los puntos obtenidos por cada uno de ellos y se presentará en forma descendente. Si al finalizar las 17 jornadas del Torneo, dos o más clubes estuviesen empatados en puntos, su posición en la Tabla General será determinada atendiendo a los siguientes criterios de desempate:
1. Mejor diferencia entre los goles anotados y recibidos.
2. Mayor número de goles anotados.
3. Marcadores particulares entre los Clubes empatados.
4. Mayor número de goles anotados como visitante.
5. Mejor ubicado en la Tabla General de Cociente
6. Tabla Fair Play
7. Sorteo.

Para determinar los lugares que ocuparán los clubes que participen en la fase final del torneo se tomará como base la posición en los 3 grupos en que son divididos los clubes participantes.
Participan automáticamente por el título de Campeón de la Primera División los 2 primeros clubes de cada grupo y los dos mejores posicionados en la Tabla General de Clasificación al término de las 17 jornadas.

### Fase final
Los ocho clubes calificados para esta fase del torneo serán reubicados de acuerdo con el lugar que ocupen en la Tabla General al término de la jornada 17, con el puesto del número uno al club mejor clasificado, y así hasta el 8.º Los partidos a esta Fase se desarrollarán a visita recíproca, en las siguientes etapas:
- Cuartos de final
- Semifinales
- Final

Los clubes vencedores en los partidos de cuartos de final y semifinal serán aquellos que en los dos juegos anoten el mayor número de goles. De existir empate global en el número de goles anotados, la posición se definirá a favor del Club con mejor posición en la tabla.
Los partidos correspondientes a la Fase Final se jugarán obligatoriamente los días miércoles y sábado, y jueves y domingo eligiendo, en su caso, exclusivamente en forma descendente, los cuatro Clubes mejor clasificados en la Tabla General al término de la jornada 17, el día y horario de su partido como local. Los siguientes cuatro Clubes podrán elegir únicamente el horario.
El Club vencedor de la Final y por lo tanto Campeón, será aquel que en los dos partidos anote el mayor número de goles. Si al término del tiempo reglamentario el partido está empatado, se agregarán dos tiempos extras de 15 minutos cada uno. De persistir el empate en estos periodos, se procederá a lanzar tiros penales hasta que resulte un vencedor.
Los partidos de cuartos de final se jugarán de la siguiente manera:
En las semifinales participarán los cuatro clubes vencedores de cuartos de final, reubicándolos del uno al cuatro, de acuerdo a su mejor posición en la Tabla General de Clasificación al término de la jornada 17 del torneo correspondiente, enfrentándose:
Disputarán el título de Campeón los dos clubes vencedores de la fase semifinal correspondiente, reubicándolos del uno al dos, de acuerdo a su mejor posición en la Tabla General de Clasificación al término de la jornada 17 de cada torneo.

## Equipos por Entidad Federativa

### Ascenso y descenso
| Pos          | Descendidos de Primera División 2003-04 |
| ------------ | --------------------------------------- |
| 19º          | San Luis                                |
| 9º (Reducc.) | Irapuato                                |
| 10º(Reducc.) | Querétaro                               |

| Pos | Ascendido de la Primera División 'A' |
| --- | ------------------------------------ |
| 2º  | Dorados de Sinaloa                   |

Para la temporada 2004-05 se contó con 18 equipos, la entidad federativa de la República Mexicana con más equipos profesionales en la Primera División fue el Distrito Federal con cuatro equipos.
| Santos Pachuca Monterrey Tigres Morelia Atlas Guadalajara Estudiantes Dorados Necaxa Puebla Toluca Atlante América Cruz Azul UNAM Jaguares |

| Entidad Federativa | N.º | Equipos                              |
| ------------------ | --- | ------------------------------------ |
| Distrito Federal   | 4   | América, Cruz Azul, Atlante y UNAM   |
| Jalisco            | 3   | Atlas, Guadalajara y Tecos de la UAG |
| Nuevo León         | 2   | Tigres y Monterrey                   |
| Aguascalientes     | 1   | Necaxa                               |
| Chiapas            | 1   | Chiapas                              |
| Coahuila           | 1   | Santos                               |
| Estado de México   | 1   | Toluca                               |
| Hidalgo            | 1   | Pachuca                              |
| Michoacán          | 1   | Morelia                              |
| Puebla             | 1   | Puebla                               |
| Sinaloa            | 1   | Dorados                              |
| Veracruz           | 1   | Veracruz                             |

## Información de los equipos

### Ascenso y descenso
| Pos | a la Liga Bancomer MX |
| --- | --------------------- |
| 4º  | Dorados               |

| Pos | al Ascenso MX |
| --- | ------------- |
| 19º | San Luis      |

### Entrenadores
| Equipo      | Entrenador          | Estadio                | Ciudad                               | Patrocinador      | Kit      |
| ----------- | ------------------- | ---------------------- | ------------------------------------ | ----------------- | -------- |
| América     | Oscar Ruggeri       | Azteca                 | Ciudad de México                     | Bimbo             | Nike     |
| Atlante     | José Guadalupe Cruz | Azteca                 | Ciudad de México                     | Pegaso            | Garcis   |
| Atlas       | Sergio Bueno        | Jalisco                | Guadalajara, Jalisco                 | Coca-Cola         | Nike     |
| Chiapas     | José Luis Trejo     | Víctor Manuel Reyna    | Tuxtla Gutiérrez, Chiapas            | Banco Azteca      | Atletica |
| Cruz Azul   | Luis Fernando Tena  | Azul                   | Ciudad de México                     | Cemento Cruz Azul | Umbro    |
| Dorados     | Alexandre Guimarães | Banorte                | Culiacán, Sinaloa                    | Coppel            | Joma     |
| Guadalajara | Benjamín Galindo    | Jalisco                | Guadalajara, Jalisco                 | JVC               | Reebok   |
| Monterrey   | Miguel Herrera      | Tecnológico            | Monterrey, Nuevo León                | Bimbo             | Atletica |
| Morelia     | Eduardo Acevedo     | Morelos                | Morelia, Michoacán                   | LG                | Atletica |
| Necaxa      | Raúl Arias          | Victoria               | Aguascalientes, Aguascalientes       | Bimbo             | Atletica |
| Pachuca     | Rubén Omar Romano   | Hidalgo                | Pachuca, Hidalgo                     | Cemento Cruz Azul | Puma     |
| Puebla      | Ignacio Palau       | Cuauhtémoc             | Puebla, Puebla                       | Coca-Cola         | Atletica |
| Santos      | Eduardo de la Torre | Corona                 | Torreón, Coahuila                    | Soriana           | Atletica |
| Tecos       | Julio César Uribe   | Tres de Marzo          | Zapopan, Jalisco                     | Telcel            | Atletica |
| Tigres      | Nery Pumpido        | Universitario          | San Nicolás de los Garza, Nuevo León | Cemex             | Atletica |
| Toluca      | Ricardo Ferretti    | Nemesio Díez           | Toluca, México                       | Banamex           | Atletica |
| UNAM        | Hugo Sánchez        | Olímpico Universitario | Ciudad de México                     | Banamex           | Lotto    |
| Veracruz    | Wilson Graniolatti  | Luis "Pirata" Fuente   | Veracruz, Veracruz                   | Bimbo             | Joma     |

### Cambios de entrenadores
| Equipo    | Entrenador (jornadas)                                |
| --------- | ---------------------------------------------------- |
| América   | Oscar Ruggeri (1-6) Mario Carrillo (7-17)            |
| Tecos UAG | Julio César Uribe (1-9) Daniel Guzmán (10-17)        |
| Cruz Azul | Luis Fernando Tena (1-10) José Luis Saldívar (11-17) |
| Dorados   | Alexandre Guimarães (1-12) José Luis Real (13-17)    |
| Tigres    | Nery Pumpido(1-16) Leonardo Álvarez (17)             |

## Grupos

### Grupo 1
| Pos. | Equipo    | Pts. | PJ | G | E | P | GF | GC | Dif. | Clasificación                   |
| ---- | --------- | ---- | -- | - | - | - | -- | -- | ---- | ------------------------------- |
| 1    | Atlante   | 24   | 17 | 7 | 3 | 7 | 27 | 33 | −6   | Cuartos de final de la liguilla |
| 2    | UNAM (C)  | 23   | 17 | 7 | 2 | 8 | 25 | 31 | −6   | Cuartos de final de la liguilla |
| 3    | Morelia   | 22   | 17 | 6 | 4 | 7 | 29 | 30 | −1   |                                 |
| 4    | América   | 20   | 17 | 5 | 5 | 7 | 17 | 23 | −6   |                                 |
| 5    | Dorados   | 16   | 17 | 4 | 4 | 9 | 25 | 32 | −7   |                                 |
| 6    | Tecos UAG | 16   | 17 | 4 | 4 | 9 | 17 | 29 | −12  |                                 |

 Fuente: [cita requerida]

### Grupo 2
| Pos. | Equipo      | Pts. | PJ | G  | E | P | GF | GC | Dif. | Clasificación                   |
| ---- | ----------- | ---- | -- | -- | - | - | -- | -- | ---- | ------------------------------- |
| 1    | Toluca      | 32   | 17 | 10 | 2 | 5 | 27 | 15 | +12  | Cuartos de final de la liguilla |
| 2    | Atlas       | 31   | 17 | 9  | 4 | 4 | 34 | 24 | +10  | Cuartos de final de la liguilla |
| 3    | Guadalajara | 29   | 17 | 8  | 5 | 4 | 34 | 22 | +12  | Cuartos de final de la liguilla |
| 4    | Tigres UANL | 23   | 17 | 6  | 5 | 6 | 37 | 27 | +10  |                                 |
| 5    | Puebla      | 21   | 17 | 5  | 6 | 6 | 17 | 23 | −6   |                                 |
| 6    | Cruz Azul   | 16   | 17 | 4  | 4 | 9 | 30 | 37 | −7   |                                 |

 Fuente: [cita requerida]

### Grupo 3
| Pos. | Equipo        | Pts. | PJ | G  | E | P | GF | GC | Dif. | Clasificación                   |
| ---- | ------------- | ---- | -- | -- | - | - | -- | -- | ---- | ------------------------------- |
| 1    | Veracruz      | 35   | 17 | 11 | 2 | 4 | 27 | 25 | +2   | Cuartos de final de la liguilla |
| 2    | Pachuca       | 32   | 17 | 9  | 5 | 3 | 30 | 19 | +11  | Cuartos de final de la liguilla |
| 3    | Monterrey     | 27   | 17 | 8  | 3 | 6 | 36 | 34 | +2   | Cuartos de final de la liguilla |
| 4    | Necaxa        | 21   | 17 | 6  | 3 | 8 | 27 | 26 | +1   |                                 |
| 5    | Santos Laguna | 18   | 17 | 5  | 3 | 9 | 22 | 22 | 0    |                                 |
| 6    | Chiapas       | 18   | 17 | 4  | 6 | 7 | 20 | 29 | −9   |                                 |

 Fuente: [cita requerida]

## Tabla General
| Pos. | Equipo        | Pts. | PJ | G  | E | P | GF | GC | Dif. | Clasificación                   |
| ---- | ------------- | ---- | -- | -- | - | - | -- | -- | ---- | ------------------------------- |
| 1    | Veracruz      | 35   | 17 | 11 | 2 | 4 | 27 | 25 | +2   | Cuartos de final de la liguilla |
| 2    | Toluca        | 32   | 17 | 10 | 2 | 5 | 27 | 15 | +12  | Cuartos de final de la liguilla |
| 3    | Pachuca       | 32   | 17 | 9  | 5 | 3 | 30 | 19 | +11  | Cuartos de final de la liguilla |
| 4    | Atlas         | 31   | 17 | 9  | 4 | 4 | 34 | 24 | +10  | Cuartos de final de la liguilla |
| 5    | Guadalajara   | 29   | 17 | 8  | 5 | 4 | 34 | 22 | +12  | Cuartos de final de la liguilla |
| 6    | Monterrey     | 27   | 17 | 8  | 3 | 6 | 36 | 34 | +2   | Cuartos de final de la liguilla |
| 7    | Atlante       | 24   | 17 | 7  | 3 | 7 | 27 | 33 | −6   | Cuartos de final de la liguilla |
| 8    | Tigres UANL   | 23   | 17 | 6  | 5 | 6 | 37 | 27 | +10  |                                 |
| 9    | UNAM (C)      | 23   | 17 | 7  | 2 | 8 | 25 | 31 | −6   | Cuartos de final de la liguilla |
| 10   | Morelia       | 22   | 17 | 6  | 4 | 7 | 29 | 30 | −1   |                                 |
| 11   | Necaxa        | 21   | 17 | 6  | 3 | 8 | 27 | 26 | +1   |                                 |
| 12   | Puebla        | 21   | 17 | 5  | 6 | 6 | 17 | 23 | −6   |                                 |
| 13   | América       | 20   | 17 | 5  | 5 | 7 | 17 | 23 | −6   |                                 |
| 14   | Santos Laguna | 18   | 17 | 5  | 3 | 9 | 22 | 22 | 0    |                                 |
| 15   | Chiapas       | 18   | 17 | 4  | 6 | 7 | 20 | 29 | −9   |                                 |
| 16   | Cruz Azul     | 16   | 17 | 4  | 4 | 9 | 30 | 37 | −7   |                                 |
| 17   | Dorados       | 16   | 17 | 4  | 4 | 9 | 25 | 32 | −7   |                                 |
| 18   | Tecos UAG     | 16   | 17 | 4  | 4 | 9 | 17 | 29 | −12  |                                 |

 Fuente: [cita requerida]

## Resultados

### Tabla de resultados
|     | Team        | AME | ATE | ATL | CHP | CAZ | DOR | GDL | MON | MOR | NEC | PAC | PUE | SAN | TOL | UANL | UAG | UNAM | VER |
| --- | ----------- | --- | --- | --- | --- | --- | --- | --- | --- | --- | --- | --- | --- | --- | --- | ---- | --- | ---- | --- |
| 1.  | América     | XXX | 0-1 | 1-1 | 1-2 | 2-1 | 3-2 | 1-1 | 1-0 | 2-3 | 1-4 | 1-1 | 0-1 | 1-1 | 1-0 | 1-0  | 0-1 | 0-3  | 1-1 |
| 2.  | Atlante     | 1-0 | XXX | 3-2 | 0-0 | 0-2 | 1-0 | 0-7 | 7-1 | 1-6 | 1-1 | 1-1 | 2-1 | 1-2 | 2-1 | 1-2  | 4-0 | 0-1  | 2-6 |
| 3.  | Atlas       | 1-1 | 2-3 | XXX | 2-1 | 3-3 | 1-0 | 3-1 | 3-3 | 3-3 | 2-0 | 1-2 | 0-1 | 0-2 | 2-0 | 3-1  | 3-2 | 3-1  | 2-0 |
| 4.  | Chiapas     | 2-1 | 0-0 | 1-2 | XXX | 4-3 | 0-0 | 0-0 | 1-5 | 1-2 | 2-2 | 0-3 | 1-1 | 2-4 | 1-3 | 1-1  | 1-0 | 1-2  | 2-0 |
| 5.  | Cruz Azul   | 1-2 | 2-0 | 3-3 | 3-4 | XXX | 3-3 | 2-4 | 0-3 | 1-1 | 0-1 | 1-3 | 1-3 | 1-0 | 1-3 | 1-1  | 5-2 | 3-1  | 2-3 |
| 6.  | Dorados     | 2-3 | 0-1 | 0-1 | 0-0 | 3-3 | XXX | 2-0 | 2-6 | 2-3 | 3-2 | 0-1 | 1-1 | 2-1 | 0-1 | 3-3  | 2-1 | 2-3  | 1-2 |
| 7.  | Guadalajara | 1-1 | 7-0 | 1-3 | 0-0 | 4-2 | 0-2 | XXX | 1-0 | 2-1 | 2-1 | 1-1 | 3-1 | 1-4 | 1-1 | 3-1  | 2-2 | 5-1  | 0-1 |
| 8.  | Monterrey   | 0-1 | 1-7 | 3-3 | 5-1 | 3-0 | 6-2 | 0-1 | XXX | 2-1 | 3-2 | 4-1 | 1-1 | 1-0 | 0-4 | 2-6  | 2-3 | 1-1  | 2-0 |
| 9.  | Morelia     | 3-2 | 6-1 | 3-3 | 2-1 | 1-1 | 3-2 | 1-2 | 1-2 | XXX | 1-5 | 0-2 | 3-0 | 1-1 | 1-3 | 0-3  | 2-0 | 0-0  | 1-2 |
| 10. | Necaxa      | 4-1 | 1-1 | 0-2 | 2-2 | 1-0 | 2-3 | 1-2 | 2-3 | 5-1 | XXX | 1-4 | 1-2 | 1-1 | 0-1 | 2-1  | 1-0 | 3-1  | 0-1 |
| 11. | Pachuca     | 1-1 | 1-1 | 2-1 | 3-0 | 3-1 | 1-0 | 1-1 | 1-4 | 2-0 | 4-1 | XXX | 1-1 | 2-1 | 2-3 | 0-0  | 2-0 | 3-2  | 1-2 |
| 12. | Puebla      | 1-0 | 1-2 | 1-0 | 1-1 | 3-1 | 1-1 | 1-3 | 1-1 | 0-3 | 2-1 | 1-1 | XXX | 1-0 | 0-1 | 0-4  | 1-1 | 2-3  | 0-0 |
| 13. | Santos      | 1-1 | 2-1 | 2-0 | 4-2 | 0-1 | 1-2 | 4-1 | 0-1 | 1-1 | 1-1 | 1-2 | 0-1 | XXX | 0-1 | 2-1  | 0-1 | 1-2  | 2-3 |
| 14. | Toluca      | 0-1 | 1-2 | 0-2 | 3-1 | 3-1 | 1-0 | 1-1 | 4-0 | 3-1 | 1-0 | 3-2 | 1-0 | 1-0 | XXX | 4-1  | 1-1 | 0-1  | 0-1 |
| 15. | Tigres      | 0-1 | 2-1 | 1-3 | 1-1 | 1-1 | 3-3 | 1-3 | 6-2 | 3-0 | 1-2 | 0-0 | 4-0 | 1-2 | 1-4 | XXX  | 2-2 | 3-1  | 7-1 |
| 16. | Tecos UAG   | 1-0 | 0-4 | 2-3 | 0-1 | 2-5 | 1-2 | 2-2 | 3-2 | 0-2 | 0-1 | 0-2 | 1-1 | 1-0 | 1-1 | 2-2  | XXX | 1-0  | 0-1 |
| 17. | UNAM        | 3-0 | 1-0 | 1-3 | 2-1 | 1-3 | 3-2 | 1-5 | 1-1 | 0-0 | 1-3 | 2-3 | 3-2 | 2-1 | 1-0 | 1-3  | 0-1 | XXX  | 2-3 |
| 18. | Veracruz    | 1-1 | 6-2 | 0-2 | 0-2 | 3-2 | 2-1 | 1-0 | 0-2 | 2-1 | 1-0 | 2-1 | 0-0 | 3-2 | 1-0 | 1-7  | 1-0 | 3-2  | XXX |

### Resultados por Jornada
Todos los partidos están mostrados en el horario del Tiempo del Centro de México, UTC -6 (UTC -5 en horario de verano).
| Chiapas     | 1-1 | Tigres    | Víctor Manuel Reyna    | 14 de agosto | 15:00 |
| Morelia     | 0-2 | Pachuca   | Morelos                | 14 de agosto | 17:00 |
| Guadalajara | 7-0 | Atlante   | Jalisco                | 14 de agosto | 19:00 |
| Necaxa      | 0-1 | Toluca    | Victoria               | 14 de agosto | 20:30 |
| Monterrey   | 2-0 | Veracruz  | Tecnológico            | 14 de agosto | 21:00 |
| UNAM        | 0-1 | Tecos UAG | Olímpico Universitario | 15 de agosto | 12:00 |
| Puebla      | 3-1 | Cruz Azul | Cuauhtémoc             | 15 de agosto | 14:00 |
| Santos      | 2-0 | Atlas     | Corona                 | 15 de agosto | 16:00 |
| América     | 3-2 | Dorados   | Azteca                 | 15 de agosto | 19:00 |

| Dorados   | 2-1 | Santos      | Banorte              | 21 de agosto    | 19:00 |
| Atlas     | 0-1 | Puebla      | Jalisco              | 21 de agosto    | 20:45 |
| Tigres    | 6-2 | Monterrey   | Universitario        | 21 de agosto    | 21:00 |
| Atlante   | 0-1 | UNAM        | Azteca               | 22 de agosto    | 12:00 |
| Pachuca   | 1-1 | Guadalajara | Hidalgo              | 22 de agosto    | 12:00 |
| Tecos UAG | 1-0 | América     | Tres de Marzo        | 22 de agosto    | 16:00 |
| Toluca    | 3-1 | Morelia     | Nemesio Díez         | 24 de agosto    | 15:00 |
| Veracruz  | 1-0 | Necaxa      | Luis "Pirata" Fuente | 3 de septiembre | 20:30 |
| Cruz Azul | 3-4 | Chiapas     | Azul                 | 6 de septiembre | 20:00 |

| Chiapas     | 1-2 | Atlas     | Víctor Manuel Reyna    | 28 de agosto    | 15:00 |
| Morelia     | 1-2 | Veracruz  | Morelos                | 28 de agosto    | 17:00 |
| Monterrey   | 3-0 | Cruz Azul | Tecnológico            | 28 de agosto    | 17:00 |
| Guadalajara | 1-1 | Toluca    | Jalisco                | 28 de agosto    | 19:00 |
| Necaxa      | 2-1 | Tigres    | Victoria               | 28 de agosto    | 20:30 |
| Atlante     | 4-0 | Tecos UAG | Azteca                 | 29 de agosto    | 12:00 |
| Puebla      | 1-1 | Dorados   | Cuauhtémoc             | 29 de agosto    | 14:00 |
| Santos      | 1-1 | América   | Corona                 | 29 de agosto    | 16:00 |
| UNAM        | 2-3 | Pachuca   | Olímpico Universitario | 8 de septiembre | 20:30 |

| Toluca    | 0-1 | UNAM        | Nemesio Díez         | 11 de septiembre | 15:00 |
| Cruz Azul | 0-1 | Necaxa      | Azul                 | 11 de septiembre | 17:00 |
| Dorados   | 0-0 | Chiapas     | Banorte              | 11 de septiembre | 19:00 |
| Veracruz  | 1-0 | Guadalajara | Luis "Pirata" Fuente | 11 de septiembre | 19:00 |
| Tigres    | 3-0 | Morelia     | Universitario        | 11 de septiembre | 19:00 |
| Atlas     | 3-3 | Monterrey   | Jalisco              | 11 de septiembre | 20:45 |
| América   | 0-1 | Puebla      | Azteca               | 12 de septiembre | 12:00 |
| Pachuca   | 1-1 | Atlante     | Hidalgo              | 12 de septiembre | 12:00 |
| Tecos UAG | 1-0 | Santos      | Tres de Marzo        | 12 de septiembre | 16:00 |

| UNAM        | 2-3 | Veracruz  | Olímpico Universitario | 15 de septiembre | 15:00 |
| Atlante     | 2-1 | Toluca    | Azteca                 | 15 de septiembre | 17:00 |
| Pachuca     | 2-0 | Tecos UAG | Hidalgo                | 15 de septiembre | 19:00 |
| Morelia     | 1-1 | Cruz Azul | Morelos                | 15 de septiembre | 20:00 |
| Monterrey   | 6-2 | Dorados   | Tecnológico            | 15 de septiembre | 20:30 |
| Necaxa      | 0-2 | Atlas     | Victoria               | 15 de septiembre | 20:30 |
| Guadalajara | 3-1 | Tigres    | Jalisco                | 15 de septiembre | 20:45 |
| Puebla      | 1-0 | Santos    | Cuauhtémoc             | 16 de septiembre | 14:00 |
| Chiapas     | 2-1 | América   | Víctor Manuel Reyna    | 16 de septiembre | 15:00 |

| Toluca    | 3-2 | Pachuca     | Nemesio Díez         | 18 de septiembre | 15:00 |
| Cruz Azul | 2-4 | Guadalajara | Azul                 | 18 de septiembre | 17:00 |
| Dorados   | 3-2 | Necaxa      | Banorte              | 18 de septiembre | 19:00 |
| Veracruz  | 6-2 | Atlante     | Luis "Pirata" Fuente | 18 de septiembre | 19:00 |
| Tigres    | 3-1 | UNAM        | Universitario        | 18 de septiembre | 19:00 |
| Atlas     | 3-3 | Morelia     | Jalisco              | 18 de septiembre | 20:45 |
| América   | 1-0 | Monterrey   | Azteca               | 19 de septiembre | 12:00 |
| Tecos UAG | 1-1 | Puebla      | Tres de Marzo        | 19 de septiembre | 12:00 |
| Santos    | 4-2 | Chiapas     | Corona               | 19 de septiembre | 16:00 |

| Toluca      | 1-1 | Tecos UAG | Nemesio Díez           | 25 de septiembre | 15:00 |
| Chiapas     | 1-1 | Puebla    | Víctor Manuel Reyna    | 25 de septiembre | 15:00 |
| Morelia     | 3-2 | Dorados   | Morelos                | 25 de septiembre | 17:00 |
| Monterrey   | 1-0 | Santos    | Tecnológico            | 25 de septiembre | 17:00 |
| Guadalajara | 1-3 | Atlas     | Jalisco                | 25 de septiembre | 19:00 |
| Necaxa      | 4-1 | América   | Victoria               | 25 de septiembre | 20:30 |
| UNAM        | 1-3 | Cruz Azul | Olímpico Universitario | 26 de septiembre | 12:00 |
| Atlante     | 1-2 | Tigres    | Azteca                 | 26 de septiembre | 14:00 |
| Pachuca     | 1-2 | Veracruz  | Hidalgo                | 26 de septiembre | 16:00 |

| Puebla    | 1-1 | Monterrey   | Cuauhtémoc           | 29 de septiembre | 14:00 |
| Tecos UAG | 0-1 | Chiapas     | Tres de Marzo        | 29 de septiembre | 15:00 |
| Santos    | 1-1 | Necaxa      | Corona               | 29 de septiembre | 17:00 |
| Veracruz  | 1-0 | Toluca      | Luis "Pirata" Fuente | 29 de septiembre | 19:00 |
| América   | 2-3 | Morelia     | Azteca               | 29 de septiembre | 20:00 |
| Tigres    | 0-0 | Pachuca     | Universitario        | 29 de septiembre | 20:45 |
| Dorados   | 2-0 | Guadalajara | Banorte              | 29 de septiembre | 21:00 |
| Cruz Azul | 2-0 | Atlante     | Azul                 | 30 de septiembre | 17:00 |
| Atlas     | 3-1 | UNAM        | Jalisco              | 30 de septiembre | 20:45 |

| Toluca      | 4-1 | Tigres    | Nemesio Díez           | 2 de octubre | 15:00 |
| Monterrey   | 5-1 | Chiapas   | Tecnológico            | 2 de octubre | 17:00 |
| Morelia     | 1-1 | Santos    | Morelos                | 2 de octubre | 17:00 |
| Veracruz    | 1-0 | Tecos UAG | Luis "Pirata" Fuente   | 2 de octubre | 19:00 |
| Guadalajara | 1-1 | América   | Jalisco                | 2 de octubre | 19:00 |
| Necaxa      | 1-2 | Puebla    | Victoria               | 2 de octubre | 20:30 |
| UNAM        | 3-2 | Dorados   | Olímpico Universitario | 3 de octubre | 12:00 |
| Pachuca     | 3-1 | Cruz Azul | Hidalgo                | 3 de octubre | 12:00 |
| Atlante     | 3-2 | Atlas     | Azteca                 | 3 de octubre | 14:00 |

| Chiapas   | 2-2 | Necaxa      | Víctor Manuel Reyna | 16 de octubre | 15:00 |
| Cruz Azul | 1-3 | Toluca      | Azul                | 16 de octubre | 17:00 |
| Dorados   | 0-1 | Atlante     | Banorte             | 16 de octubre | 19:00 |
| Tigres    | 7-1 | Veracruz    | Universitario       | 16 de octubre | 19:00 |
| Atlas     | 1-2 | Pachuca     | Tres de Marzo       | 16 de octubre | 20:45 |
| América   | 0-3 | UNAM        | Azteca              | 17 de octubre | 12:00 |
| Puebla    | 0-3 | Morelia     | Cuauhtémoc          | 17 de octubre | 14:00 |
| Tecos UAG | 3-2 | Monterrey   | Tres de Marzo       | 17 de octubre | 16:00 |
| Santos    | 4-1 | Guadalajara | Corona              | 17 de octubre | 16:00 |

| Toluca      | 0-2 | Atlas     | Nemesio Díez           | 20 de octubre | 15:00 |
| Necaxa      | 2-3 | Monterrey | Victoria               | 20 de octubre | 20:30 |
| Pachuca     | 1-0 | Dorados   | Hidalgo                | 20 de octubre | 20:30 |
| Morelia     | 2-1 | Chiapas   | Morelos                | 20 de octubre | 20:30 |
| Veracruz    | 3-2 | Cruz Azul | Luis "Pirata" Fuente   | 20 de octubre | 20:30 |
| Tigres      | 2-2 | Tecos UAG | Universitario          | 20 de octubre | 20:45 |
| Guadalajara | 3-1 | Puebla    | Jalisco                | 20 de octubre | 20:45 |
| UNAM        | 2-1 | Santos    | Olímpico Universitario | 21 de octubre | 20:30 |
| Atlante     | 1-0 | América   | Azteca                 | 21 de octubre | 20:30 |

| Chiapas   | 0-0 | Guadalajara | Víctor Manuel Reyna | 23 de octubre | 15:00 |
| Cruz Azul | 1-1 | Tigres      | Azul                | 23 de octubre | 17:00 |
| Monterrey | 2-1 | Morelia     | Tecnológico         | 23 de octubre | 17:00 |
| Dorados   | 0-1 | Toluca      | Banorte             | 23 de octubre | 19:00 |
| Atlas     | 2-0 | Veracruz    | Jalisco             | 23 de octubre | 20:45 |
| América   | 1-1 | Pachuca     | Azteca              | 24 de octubre | 12:00 |
| Puebla    | 2-3 | UNAM        | Cuauhtémoc          | 24 de octubre | 12:00 |
| Tecos UAG | 0-1 | Necaxa      | Tres de Marzo       | 24 de octubre | 16:00 |
| Santos    | 2-1 | Atlante     | Corona              | 24 de octubre | 16:00 |

| Toluca      | 0-1 | América   | Nemesio Díez           | 30 de octubre | 15:00 |
| Cruz Azul   | 5-2 | Tecos UAG | Azul                   | 30 de octubre | 17:00 |
| Veracruz    | 2-1 | Dorados   | Luis "Pirata" Fuente   | 30 de octubre | 19:00 |
| Tigres      | 1-3 | Atlas     | Universitario          | 30 de octubre | 19:00 |
| Guadalajara | 1-0 | Monterrey | Jalisco                | 30 de octubre | 19:00 |
| Pachuca     | 2-1 | Santos    | Hidalgo                | 31 de octubre | 12:00 |
| UNAM        | 2-1 | Chiapas   | Olímpico Universitario | 31 de octubre | 12:00 |
| Atlante     | 2-1 | Puebla    | Azteca                 | 31 de octubre | 14:00 |
| Morelia     | 1-5 | Necaxa    | Morelos                | 31 de octubre | 16:00 |

| Puebla    | 1-1 | Pachuca     | Cuauhtémoc          | 3 de noviembre | 15:00 |
| Santos    | 0-1 | Toluca      | Corona              | 3 de noviembre | 16:00 |
| Necaxa    | 1-2 | Guadalajara | Victoria            | 3 de noviembre | 19:00 |
| América   | 1-1 | Veracruz    | Azteca              | 3 de noviembre | 20:30 |
| Morelia   | 2-0 | Tecos UAG   | Morelos             | 3 de noviembre | 20:30 |
| Atlas     | 3-3 | Cruz Azul   | Jalisco             | 3 de noviembre | 20:45 |
| Dorados   | 3-3 | Tigres      | Banorte             | 3 de noviembre | 21:30 |
| Chiapas   | 0-0 | Atlante     | Víctor Manuel Reyna | 4 de noviembre | 15:00 |
| Monterrey | 1-1 | UNAM        | Tecnológico         | 4 de noviembre | 20:30 |

| Toluca      | 1-0 | Puebla    | Nemesio Díez           | 6 de noviembre | 15:00 |
| Cruz Azul   | 3-3 | Dorados   | Azul                   | 6 de noviembre | 17:00 |
| Veracruz    | 3-2 | Santos    | Luis "Pirata" Fuente   | 6 de noviembre | 19:00 |
| Guadalajara | 2-1 | Morelia   | Jalisco                | 6 de noviembre | 19:00 |
| Tigres      | 0-1 | América   | Universitario          | 6 de noviembre | 20:30 |
| Pachuca     | 3-0 | Chiapas   | Hidalgo                | 7 de noviembre | 12:00 |
| UNAM        | 1-3 | Necaxa    | Olímpico Universitario | 7 de noviembre | 12:00 |
| Atlante     | 7-1 | Monterrey | Azteca                 | 7 de noviembre | 14:00 |
| Tecos UAG   | 2-3 | Atlas     | Tres de Marzo          | 7 de noviembre | 16:00 |

| Morelia     | 0-0 | UNAM      | Morelos             | 12 de noviembre | 20:30 |
| América     | 2-1 | Cruz Azul | Azteca              | 13 de noviembre | 15:00 |
| Chiapas     | 1-3 | Toluca    | Víctor Manuel Reyna | 13 de noviembre | 15:00 |
| Puebla      | 0-0 | Veracruz  | Cuauhtémoc          | 13 de noviembre | 15:00 |
| Monterrey   | 4-1 | Pachuca   | Tecnológico         | 13 de noviembre | 17:00 |
| Guadalajara | 2-2 | Tecos UAG | Jalisco             | 13 de noviembre | 19:00 |
| Dorados     | 0-1 | Atlas     | Banorte             | 13 de noviembre | 19:00 |
| Necaxa      | 1-1 | Atlante   | Victoria            | 13 de noviembre | 20:30 |
| Santos      | 2-1 | Tigres    | Corona              | 14 de noviembre | 16:00 |

| Cruz Azul | 1-0 | Santos      | Azul                   | 20 de noviembre | 17:00 |
| Tecos UAG | 1-2 | Dorados     | Tres de Marzo          | 20 de noviembre | 20:30 |
| UNAM      | 1-5 | Guadalajara | Olímpico Universitario | 21 de noviembre | 12:00 |
| Toluca    | 4-0 | Monterrey   | Nemesio Díez           | 21 de noviembre | 12:00 |
| Atlas     | 1-1 | América     | Jalisco                | 21 de noviembre | 12:00 |
| Veracruz  | 0-2 | Chiapas     | Luis "Pirata" Fuente   | 21 de noviembre | 12:00 |
| Pachuca   | 4-1 | Necaxa      | Hidalgo                | 21 de noviembre | 12:00 |
| Atlante   | 1-6 | Morelia     | Azteca                 | 21 de noviembre | 12:00 |
| Tigres    | 4-0 | Puebla      | Universitario          | 21 de noviembre | 12:00 |

## Tabla de Cocientes
| Posición | Equipo      | A02 | C03 | A03 | C04 | A04 | C05 | Puntos | Juegos | Cociente |
| -------- | ----------- | --- | --- | --- | --- | --- | --- | ------ | ------ | -------- |
| 1        | Toluca      | 41  | 33  | 27  | 30  | 32  | -   | 163    | 93     | 1.7526   |
| 2        | UNAM        | 33  | 20  | 38  | 41  | 23  | -   | 155    | 93     | 1.6666   |
| 3        | América     | 43  | 29  | 28  | 32  | 20  | -   | 152    | 93     | 1.6344   |
| 4        | Guadalajara | 27  | 31  | 29  | 36  | 29  | -   | 152    | 93     | 1.6344   |
| 5        | Atlante     | 25  | 34  | 31  | 27  | 24  | -   | 141    | 93     | 1.5161   |
| 6        | Tigres UANL | 23  | 34  | 38  | 23  | 23  | -   | 141    | 93     | 1.5161   |
| 7        | Morelia     | 32  | 35  | 25  | 22  | 22  | -   | 136    | 93     | 1.4623   |
| 8        | Atlas       | 22  | 32  | 19  | 27  | 31  | -   | 131    | 93     | 1.4086   |
| 9        | Pachuca     | 15  | 21  | 36  | 26  | 32  | -   | 130    | 93     | 1.3978   |
| 10       | Veracruz    | 18  | 31  | 27  | 17  | 35  | -   | 128    | 93     | 1.3763   |
| 11       | Santos      | 26  | 30  | 31  | 21  | 18  | -   | 126    | 93     | 1.3548   |
| 12       | Monterrey   | 22  | 34  | 22  | 18  | 27  | -   | 123    | 93     | 1.3225   |
| 13       | Necaxa      | 26  | 23  | 30  | 21  | 21  | -   | 121    | 93     | 1.3010   |
| 14       | Cruz Azul   | 28  | 24  | 27  | 23  | 16  | -   | 118    | 93     | 1.2688   |
| 15       | Chiapas     | 16  | 19  | 21  | 42  | 18  | -   | 116    | 93     | 1.2473   |
| 16       | Tecos UAG   | 29  | 7   | 31  | 18  | 16  | -   | 118    | 101    | 1.0860   |
| 17       | Puebla      | 22  | 16  | 20  | 20  | 21  | -   | 99     | 93     | 1.0645   |
| 18       | Dorados     | -   | -   | -   | -   | 16  | -   | 16     | 17     | 0,9411   |

## Estadísticas

### Goleadores
| Pos. | Jugador                | Equipo    | Goles | Goles de penal |
| ---- | ---------------------- | --------- | ----- | -------------- |
| 1.º  | Guillermo Franco       | Monterrey | 15    | 3              |
| 2.º  | Robert De Pinho        | Atlas     | 12    | 1              |
| 2.º  | José Saturnino Cardozo | Toluca    | 12    | 6              |
| 4.º  | Matías Vuoso           | Santos    | 11    | 0              |
| 4.º  | Rafael Márquez Lugo    | Morelia   | 11    | 0              |
| 6.º  | Luciano Figueroa       | Cruz Azul | 10    | 1              |
| 6.º  | Sebastián González     | Atlante   | 10    | 1              |

### Máximos Asistentes
| Pos. | Jugador           | Equipo      | Asistencias |
| ---- | ----------------- | ----------- | ----------- |
| 1.º  | Damian Álvarez    | Morelia     | 6           |
| 1.º  | Daniel Osorno     | Atlas       | 6           |
| 3.º  | José Damasceno    | Chiapas     | 5           |
| 3.º  | Pablo Metlich     | Tecos UAG   | 5           |
| 3.º  | Ramón Morales     | Guadalajara | 5           |
| 6.º  | Cuauhtémoc Blanco | Veracruz    | 4           |
| 6.º  | Jesús Arellano    | Monterrey   | 4           |

## Liguilla
|  | Cuartos de final                                                         | Cuartos de final                                                         | Cuartos de final                                                         | Cuartos de final                                                         | Cuartos de final                                                         |   |   | Semifinales                                                          | Semifinales                                                          | Semifinales                                                          | Semifinales                                                          | Semifinales                                                          |  |   | Final                                                         | Final                                                         | Final                                                         | Final                                                         | Final                                                         |  |
|  | 24 y 25 de noviembre de 2004 (ida) 27 y 28 de noviembre de 2004 (vuelta) | 24 y 25 de noviembre de 2004 (ida) 27 y 28 de noviembre de 2004 (vuelta) | 24 y 25 de noviembre de 2004 (ida) 27 y 28 de noviembre de 2004 (vuelta) | 24 y 25 de noviembre de 2004 (ida) 27 y 28 de noviembre de 2004 (vuelta) | 24 y 25 de noviembre de 2004 (ida) 27 y 28 de noviembre de 2004 (vuelta) |   |   | 1 y 2 de diciembre de 2004 (ida) 4 y 5 de diciembre de 2004 (vuelta) | 1 y 2 de diciembre de 2004 (ida) 4 y 5 de diciembre de 2004 (vuelta) | 1 y 2 de diciembre de 2004 (ida) 4 y 5 de diciembre de 2004 (vuelta) | 1 y 2 de diciembre de 2004 (ida) 4 y 5 de diciembre de 2004 (vuelta) | 1 y 2 de diciembre de 2004 (ida) 4 y 5 de diciembre de 2004 (vuelta) |  |   | 8 de diciembre de 2004 (ida) 11 de diciembre de 2004 (vuelta) | 8 de diciembre de 2004 (ida) 11 de diciembre de 2004 (vuelta) | 8 de diciembre de 2004 (ida) 11 de diciembre de 2004 (vuelta) | 8 de diciembre de 2004 (ida) 11 de diciembre de 2004 (vuelta) | 8 de diciembre de 2004 (ida) 11 de diciembre de 2004 (vuelta) |  |
|  |                                                                          |                                                                          |                                                                          |                                                                          |                                                                          |   |   |                                                                      |                                                                      |                                                                      |                                                                      |                                                                      |  |   |                                                               |                                                               |                                                               |                                                               |                                                               |  |
|  |                                                                          |                                                                          |                                                                          |                                                                          |                                                                          |   |   |                                                                      |                                                                      |                                                                      |                                                                      |                                                                      |  |   |                                                               |                                                               |                                                               |                                                               |                                                               |  |
|  | 3                                                                        | Pachuca                                                                  | 1                                                                        | 1                                                                        | 2                                                                        |   |   |                                                                      |                                                                      |                                                                      |                                                                      |                                                                      |  |   |                                                               |                                                               |                                                               |                                                               |                                                               |  |
|  | 3                                                                        | Pachuca                                                                  | 1                                                                        | 1                                                                        | 2                                                                        |   |   |                                                                      |                                                                      |                                                                      |                                                                      |                                                                      |  |   |                                                               |                                                               |                                                               |                                                               |                                                               |  |
|  | 6                                                                        | Monterrey                                                                | 2                                                                        | 1                                                                        | 3                                                                        |   |   |                                                                      |                                                                      |                                                                      |                                                                      |                                                                      |  |   |                                                               |                                                               |                                                               |                                                               |                                                               |  |
|  | 6                                                                        | Monterrey                                                                | 2                                                                        | 1                                                                        | 3                                                                        |   | 6 | Monterrey                                                            | 4                                                                    | 3                                                                    | 7                                                                    |                                                                      |  |   |                                                               |                                                               |                                                               |                                                               |                                                               |  |
|  |                                                                          |                                                                          |                                                                          |                                                                          |                                                                          |   | 6 | Monterrey                                                            | 4                                                                    | 3                                                                    | 7                                                                    |                                                                      |  |   |                                                               |                                                               |                                                               |                                                               |                                                               |  |
|  |                                                                          |                                                                          | 7                                                                        | Atlante                                                                  | 2                                                                        | 1 | 3 |                                                                      |                                                                      |                                                                      |                                                                      |                                                                      |  |   |                                                               |                                                               |                                                               |                                                               |                                                               |  |
|  | 2                                                                        | Toluca                                                                   | 7                                                                        | Atlante                                                                  | 2                                                                        | 1 | 3 | 2                                                                    | 3                                                                    | 5                                                                    |                                                                      |                                                                      |  |   |                                                               |                                                               |                                                               |                                                               |                                                               |  |
|  | 2                                                                        | Toluca                                                                   |                                                                          |                                                                          |                                                                          |   |   |                                                                      |                                                                      | 5                                                                    |                                                                      |                                                                      |  |   |                                                               |                                                               |                                                               |                                                               |                                                               |  |
|  | 7                                                                        | Atlante                                                                  | 4                                                                        | 4                                                                        | 8                                                                        |   |   |                                                                      |                                                                      |                                                                      |                                                                      |                                                                      |  |   |                                                               |                                                               |                                                               |                                                               |                                                               |  |
|  | 7                                                                        | Atlante                                                                  | 4                                                                        | 4                                                                        | 8                                                                        |   |   |                                                                      |                                                                      |                                                                      |                                                                      |                                                                      |  | 6 | Monterrey                                                     | 1                                                             | 0                                                             | 1                                                             |                                                               |  |
|  |                                                                          |                                                                          |                                                                          |                                                                          |                                                                          |   |   |                                                                      |                                                                      |                                                                      |                                                                      |                                                                      |  | 6 | Monterrey                                                     | 1                                                             | 0                                                             | 1                                                             |                                                               |  |
|  |                                                                          |                                                                          | 9                                                                        | UNAM                                                                     | 2                                                                        | 1 | 3 |                                                                      |                                                                      |                                                                      |                                                                      |                                                                      |  |   |                                                               |                                                               |                                                               |                                                               |                                                               |  |
|  | 4                                                                        | Atlas                                                                    | 9                                                                        | UNAM                                                                     | 2                                                                        | 1 | 3 | 1                                                                    | 3                                                                    | 4                                                                    |                                                                      |                                                                      |  |   |                                                               |                                                               |                                                               |                                                               |                                                               |  |
|  | 4                                                                        | Atlas                                                                    |                                                                          |                                                                          |                                                                          |   |   |                                                                      |                                                                      | 4                                                                    |                                                                      |                                                                      |  |   |                                                               |                                                               |                                                               |                                                               |                                                               |  |
|  | 5                                                                        | Guadalajara                                                              | 0                                                                        | 3                                                                        | 3                                                                        |   |   |                                                                      |                                                                      |                                                                      |                                                                      |                                                                      |  |   |                                                               |                                                               |                                                               |                                                               |                                                               |  |
|  | 5                                                                        | Guadalajara                                                              | 0                                                                        | 3                                                                        | 3                                                                        |   | 4 | Atlas                                                                | 3                                                                    | 1                                                                    | 4                                                                    |                                                                      |  |   |                                                               |                                                               |                                                               |                                                               |                                                               |  |
|  |                                                                          |                                                                          |                                                                          |                                                                          |                                                                          |   | 4 | Atlas                                                                | 3                                                                    | 1                                                                    | 4                                                                    |                                                                      |  |   |                                                               |                                                               |                                                               |                                                               |                                                               |  |
|  |                                                                          |                                                                          | 9                                                                        | UNAM                                                                     | 4                                                                        | 2 | 6 |                                                                      |                                                                      |                                                                      |                                                                      |                                                                      |  |   |                                                               |                                                               |                                                               |                                                               |                                                               |  |
|  | 1                                                                        | Veracruz                                                                 | 9                                                                        | UNAM                                                                     | 4                                                                        | 2 | 6 | 0                                                                    | 1                                                                    | 1                                                                    |                                                                      |                                                                      |  |   |                                                               |                                                               |                                                               |                                                               |                                                               |  |
|  | 1                                                                        | Veracruz                                                                 |                                                                          |                                                                          |                                                                          |   |   |                                                                      |                                                                      | 1                                                                    |                                                                      |                                                                      |  |   |                                                               |                                                               |                                                               |                                                               |                                                               |  |
|  | 9                                                                        | UNAM                                                                     | 3                                                                        | 1                                                                        | 4                                                                        |   |   |                                                                      |                                                                      |                                                                      |                                                                      |                                                                      |  |   |                                                               |                                                               |                                                               |                                                               |                                                               |  |
|  | 9                                                                        | UNAM                                                                     | 3                                                                        | 1                                                                        | 4                                                                        |   |   |                                                                      |                                                                      |                                                                      |                                                                      |                                                                      |  |   |                                                               |                                                               |                                                               |                                                               |                                                               |  |
|  |                                                                          |                                                                          |                                                                          |                                                                          |                                                                          |   |   |                                                                      |                                                                      |                                                                      |                                                                      |                                                                      |  |   |                                                               |                                                               |                                                               |                                                               |                                                               |  |

### Cuartos de final
| 24 de noviembre de 2004 - 19:00 | Atlante                           | 4:2 (2:2) | Toluca                       | Estadio Azteca, México, D. F.  |                                |
|                                 | Rey 33' 90' · S. González 39' 79' | Reporte   | Cardozo 20' · V. Sánchez 37' | Árbitro(s): Hugo León Guajardo | Árbitro(s): Hugo León Guajardo |

| 27 de noviembre de 2004 - 15:00     | Toluca                       | 3:4 (2:1) | Atlante                            | Estadio Nemesio Diez, Toluca |                              |
|                                     | Cardozo 20' · V. Sánchez 37' | Reporte   | Rey 10' 65' (pen.) 83' · Garay 50' | Árbitro(s): Mauricio Morales | Árbitro(s): Mauricio Morales |
| Atlante avanzó a Semifinales (5-8). |                              |           |                                    |                              |                              |

| 24 de noviembre de 2004 - 21:00 | UNAM                              | 3:0 (1:0) | Veracruz | Estadio Olímpico Universitario, México, D. F. |                              |
|                                 | Botero 5' 81' · Lozano 73' (pen.) | Reporte   |          | Árbitro(s): Germán Arredondo                  | Árbitro(s): Germán Arredondo |

| 27 de noviembre de 2004, 19:00   | Veracruz       | 1:1 (0:0) | UNAM       | Estadio Luis "Pirata" Fuente, Veracruz |                             |
|                                  | Biscayzacú 87' | Reporte   | Alonso 88' | Árbitro(s): Gilberto Alcalá            | Árbitro(s): Gilberto Alcalá |
| UNAM avanzó a Semifinales (1-4). |                |           |            |                                        |                             |

| 25 de noviembre de 2004, 19:00 | Monterrey              | 2:1 (1:0) | Pachuca     | Estadio Tecnológico, Monterrey         |                                        |
|                                | Erviti 7' · Franco 59' | Reporte   | Chitiva 57' | Árbitro(s): Jorge Eduardo Gasso Flores | Árbitro(s): Jorge Eduardo Gasso Flores |

| 28 de noviembre de 2004, 12:00                         | Pachuca    | 1:1 (0:0) | Monterrey  | Estadio Hidalgo, Pachuca                                  |                                                           |
|                                                        | Valdez 60' | Reporte   | Franco 49' | Asistencia: 31,000 espectadores Árbitro(s): Manuel Glower | Asistencia: 31,000 espectadores Árbitro(s): Manuel Glower |
| Monterrey avanza a semifinales por marcador global 2:3 |            |           |            |                                                           |                                                           |

| 25 de noviembre de 2004 - 20:45                                                     | Guadalajara | 0:1 (0:1) | Atlas             | Estadio Jalisco, Guadalajara        |                                     |
|                                                                                     |             | Reporte   | García Zavala 17' | Árbitro(s): Marco Antonio Rodríguez | Árbitro(s): Marco Antonio Rodríguez |
| Penal fallado por Ramón Morales al minuto 57' detenido por el portero Antonio Pérez |             |           |                   |                                     |                                     |

| 28 de noviembre de 2004 - 19:00               | Atlas                              | 3:3 (3:0) | Guadalajara                  | Estadio Jalisco, Guadalajara  |                               |
|                                               | de Pinho 5' 23' · J. P. García 20' | Reporte   | Medina 66' · Sabah 75' 90+3' | Árbitro(s): Armando Archundia | Árbitro(s): Armando Archundia |
| Atlas avanza a Semifinales por global de 4:3. |                                    |           |                              |                               |                               |

### Semifinales
| 1 de diciembre de 2004 - 15:00                                                                       | Atlante                | 2:4 (0:0) | Monterrey                                 | Estadio Azteca, México, D. F. |                               |
| | Lash 60' · Lucas 90+1' | Reporte   | Arellano 56' · Pérez 80' 90' · Franco 88' | Árbitro(s): Armando Archundia | Árbitro(s): Armando Archundia |
| Guillermo Franco abandonó el campo al min. 90 debido a la herida que le provocó Lash tras un codazo. |                        |           |                                           |                               |                               |

| 4 de diciembre de 2004 - 20:00     | Monterrey                        | 3:1 (1:0) | Atlante  | Estadio Tecnológico, Monterrey |                           |
|                                    | Franco 23' 59' · Pérez Núñez 69' | Reporte   | Lash 85' | Árbitro(s): Manuel Glower      | Árbitro(s): Manuel Glower |
| Monterrey avanzó a la Final (7-3). |                                  |           |          |                                |                           |

| 2 de diciembre de 2004 - 20:30 | UNAM                                      | 4:3 (2:1) | Atlas                                               | Estadio Olímpico Universitario, México, D. F. |                             |
|                                | Fonseca 10' · Botero 12' 47' · Alonso 83' | Reporte   | J. P. García 32' · Osorno 54' · de Pinho 62' (pen.) | Árbitro(s): Gilberto Alcalá                   | Árbitro(s): Gilberto Alcalá |

| 5 de diciembre de 2004 - 19:00 | Atlas        | 1:2 (0:1) | UNAM                           | Estadio Jalisco, Guadalajara |                              |
|                                | de Pinho 86' | Reporte   | Fonseca 44' · López Monroy 47' | Árbitro(s): Mauricio Morales | Árbitro(s): Mauricio Morales |
| UNAM avanzó a la Final (4-6).  |              |           |                                |                              |                              |

### Final
| 8 de diciembre de 2004 - 20:30 | UNAM                     | 2:1 (0:1) | Monterrey  | Estadio Olímpico Universitario, México, D. F. |                              |
|                                | Beltrán 49' · Toledo 80' | Reporte   | Franco 20' | Árbitro(s): Mauricio Morales                  | Árbitro(s): Mauricio Morales |

| 11 de diciembre de 2004 - 19:00              | Monterrey | 0:1 (0:0) | UNAM        | Estadio Tecnológico, Monterrey |                               |
|                                              |           | Reporte   | Fonseca 46' | Árbitro(s): Armando Archundia  | Árbitro(s): Armando Archundia |
| UNAM Campeón del Torneo Apertura 2004 (1-3). |           |           |             |                                |                               |

#### Final Ida
| 12    | POR   | Sergio Bernal     |     |
| 5     | DEF   | Israel Castro     |     |
| 3     | DEF   | Joaquín Beltrán   |     |
| 4     | DEF   | Darío Verón       |     |
| 6     | DEF   | Gonzalo Pineda    | 46' |
| 16    | MED   | Gerardo Galindo   |     |
| 7     | MED   | Leandro Augusto   |     |
| 20    | MED   | Ismael Iñiguez    |     |
| 21    | MED   | Jaime Lozano      |     |
| 9     | DEL   | Joaquín Botero    | 68' |
| 26    | DEL   | Francisco Fonseca |     |
| D. T. | D. T. | Hugo Sánchez      |     |

| 23    | POR   | Juan de Dios Ibarra |     |
| 20    | DEF   | Paulo Serafín       |     |
| 4     | DEF   | Pablo Rotchen       |     |
| 3     | DEF   | Pierre Ibarra       |     |
| 2     | DEF   | Ismael Rodríguez    |     |
| 6     | MED   | Argemiro Veiga      |     |
| 63    | MED   | Ernesto Serrato     |     |
| 5     | MED   | César Adame         | 58' |
| 8     | MED   | Luis Pérez          |     |
| 28    | MED   | Jesús Arellano      |     |
| 10    | DEL   | Guillermo Franco    |     |
| D. T. | D. T. | Miguel Herrera      |     |

| 17 | Información en medieval.org (en inglés) | David Toledo     | 46' |
| 22 | Información en medieval.org (en inglés) | Joaquín del Olmo | 68' |

| 24 | Delantero | Oribe Peralta | 58' |

| 49' · 80' | Joaquín Beltrán David Toledo | 1:1 2:1 |

| 20' | Guillermo Franco | 0:1 |

| 77' | Jaime Lozano |

| 73' · 77' | Pierre Ibarra Juan de Dios Ibarra |

| Principal  | Mauricio Morales           |
| Asistentes | Alejandro Cruz Ríos        |
|            | Alfonso Delgado Horcasitas |
| Cuarto     | Manuel Glower              |

|                    | [[Archivo:\|border\|30px]] |    |
| Tiros              | 13                         | 5  |
| Tiros a puerta     | 6                          | 0  |
| Faltas             | 9                          | 16 |
| Saques de esquina  | 4                          | 4  |
| Penaltis           | 0                          | 0  |
| Fueras de juego    | 2                          | 2  |
| Posesión del balón | %                          | %  |

| Alineación inicial |

| 12    | POR   | Sergio Bernal     |     |
| 5     | DEF   | Israel Castro     |     |
| 3     | DEF   | Joaquín Beltrán   |     |
| 4     | DEF   | Darío Verón       |     |
| 6     | DEF   | Gonzalo Pineda    | 46' |
| 16    | MED   | Gerardo Galindo   |     |
| 7     | MED   | Leandro Augusto   |     |
| 20    | MED   | Ismael Iñiguez    |     |
| 21    | MED   | Jaime Lozano      |     |
| 9     | DEL   | Joaquín Botero    | 68' |
| 26    | DEL   | Francisco Fonseca |     |
| D. T. | D. T. | Hugo Sánchez      |     |

| 23    | POR   | Juan de Dios Ibarra |     |
| 20    | DEF   | Paulo Serafín       |     |
| 4     | DEF   | Pablo Rotchen       |     |
| 3     | DEF   | Pierre Ibarra       |     |
| 2     | DEF   | Ismael Rodríguez    |     |
| 6     | MED   | Argemiro Veiga      |     |
| 63    | MED   | Ernesto Serrato     |     |
| 5     | MED   | César Adame         | 58' |
| 8     | MED   | Luis Pérez          |     |
| 28    | MED   | Jesús Arellano      |     |
| 10    | DEL   | Guillermo Franco    |     |
| D. T. | D. T. | Miguel Herrera      |     |

| 17 | Información en medieval.org (en inglés) | David Toledo     | 46' |
| 22 | Información en medieval.org (en inglés) | Joaquín del Olmo | 68' |

| 24 | Delantero | Oribe Peralta | 58' |

| 49' · 80' | Joaquín Beltrán David Toledo | 1:1 2:1 |

| 20' | Guillermo Franco | 0:1 |

| 77' | Jaime Lozano |

| 73' · 77' | Pierre Ibarra Juan de Dios Ibarra |

| Principal  | Mauricio Morales           |
| Asistentes | Alejandro Cruz Ríos        |
|            | Alfonso Delgado Horcasitas |
| Cuarto     | Manuel Glower              |

|                    | [[Archivo:\|border\|30px]] |    |
| Tiros              | 13                         | 5  |
| Tiros a puerta     | 6                          | 0  |
| Faltas             | 9                          | 16 |
| Saques de esquina  | 4                          | 4  |
| Penaltis           | 0                          | 0  |
| Fueras de juego    | 2                          | 2  |
| Posesión del balón | %                          | %  |

| Alineación inicial |

| 12    | POR   | Sergio Bernal     |     |
| 5     | DEF   | Israel Castro     |     |
| 3     | DEF   | Joaquín Beltrán   |     |
| 4     | DEF   | Darío Verón       |     |
| 6     | DEF   | Gonzalo Pineda    | 46' |
| 16    | MED   | Gerardo Galindo   |     |
| 7     | MED   | Leandro Augusto   |     |
| 20    | MED   | Ismael Iñiguez    |     |
| 21    | MED   | Jaime Lozano      |     |
| 9     | DEL   | Joaquín Botero    | 68' |
| 26    | DEL   | Francisco Fonseca |     |
| D. T. | D. T. | Hugo Sánchez      |     |

| 23    | POR   | Juan de Dios Ibarra |     |
| 20    | DEF   | Paulo Serafín       |     |
| 4     | DEF   | Pablo Rotchen       |     |
| 3     | DEF   | Pierre Ibarra       |     |
| 2     | DEF   | Ismael Rodríguez    |     |
| 6     | MED   | Argemiro Veiga      |     |
| 63    | MED   | Ernesto Serrato     |     |
| 5     | MED   | César Adame         | 58' |
| 8     | MED   | Luis Pérez          |     |
| 28    | MED   | Jesús Arellano      |     |
| 10    | DEL   | Guillermo Franco    |     |
| D. T. | D. T. | Miguel Herrera      |     |

| 17 | Información en medieval.org (en inglés) | David Toledo     | 46' |
| 22 | Información en medieval.org (en inglés) | Joaquín del Olmo | 68' |

| 24 | Delantero | Oribe Peralta | 58' |

| 49' · 80' | Joaquín Beltrán David Toledo | 1:1 2:1 |

| 20' | Guillermo Franco | 0:1 |

| 77' | Jaime Lozano |

| 73' · 77' | Pierre Ibarra Juan de Dios Ibarra |

| Principal  | Mauricio Morales           |
| Asistentes | Alejandro Cruz Ríos        |
|            | Alfonso Delgado Horcasitas |
| Cuarto     | Manuel Glower              |

|                    | [[Archivo:\|border\|30px]] |    |
| Tiros              | 13                         | 5  |
| Tiros a puerta     | 6                          | 0  |
| Faltas             | 9                          | 16 |
| Saques de esquina  | 4                          | 4  |
| Penaltis           | 0                          | 0  |
| Fueras de juego    | 2                          | 2  |
| Posesión del balón | %                          | %  |

| Alineación inicial |

| 12    | POR   | Sergio Bernal     |     |
| 5     | DEF   | Israel Castro     |     |
| 3     | DEF   | Joaquín Beltrán   |     |
| 4     | DEF   | Darío Verón       |     |
| 6     | DEF   | Gonzalo Pineda    | 46' |
| 16    | MED   | Gerardo Galindo   |     |
| 7     | MED   | Leandro Augusto   |     |
| 20    | MED   | Ismael Iñiguez    |     |
| 21    | MED   | Jaime Lozano      |     |
| 9     | DEL   | Joaquín Botero    | 68' |
| 26    | DEL   | Francisco Fonseca |     |
| D. T. | D. T. | Hugo Sánchez      |     |

| 23    | POR   | Juan de Dios Ibarra |     |
| 20    | DEF   | Paulo Serafín       |     |
| 4     | DEF   | Pablo Rotchen       |     |
| 3     | DEF   | Pierre Ibarra       |     |
| 2     | DEF   | Ismael Rodríguez    |     |
| 6     | MED   | Argemiro Veiga      |     |
| 63    | MED   | Ernesto Serrato     |     |
| 5     | MED   | César Adame         | 58' |
| 8     | MED   | Luis Pérez          |     |
| 28    | MED   | Jesús Arellano      |     |
| 10    | DEL   | Guillermo Franco    |     |
| D. T. | D. T. | Miguel Herrera      |     |

| 17 | Información en medieval.org (en inglés) | David Toledo     | 46' |
| 22 | Información en medieval.org (en inglés) | Joaquín del Olmo | 68' |

| 24 | Delantero | Oribe Peralta | 58' |

| 49' · 80' | Joaquín Beltrán David Toledo | 1:1 2:1 |

| 20' | Guillermo Franco | 0:1 |

| 77' | Jaime Lozano |

| 73' · 77' | Pierre Ibarra Juan de Dios Ibarra |

| Principal  | Mauricio Morales           |
| Asistentes | Alejandro Cruz Ríos        |
|            | Alfonso Delgado Horcasitas |
| Cuarto     | Manuel Glower              |

|                    | [[Archivo:\|border\|30px]] |    |
| Tiros              | 13                         | 5  |
| Tiros a puerta     | 6                          | 0  |
| Faltas             | 9                          | 16 |
| Saques de esquina  | 4                          | 4  |
| Penaltis           | 0                          | 0  |
| Fueras de juego    | 2                          | 2  |
| Posesión del balón | %                          | %  |

| Alineación inicial |

#### Final de Vuelta
| 16    | POR   | Christian Martínez |     |
| 2     | DEF   | Ismael Rodríguez   |     |
| 20    | DEF   | Paulo Serafín      | 48' |
| 4     | DEF   | Pablo Rotchen      | 75' |
| 3     | DEF   | Pierre Ibarra      |     |
| 6     | MED   | Argemiro Veiga     | 38' |
| 63    | MED   | Ernesto Serrato    |     |
| 8     | MED   | Luis Pérez         |     |
| 25    | DEL   | Sergio Pérez       | 67' |
| 28    | DEL   | Jesús Arellano     |     |
| 10    | DEL   | Guillermo Franco   |     |
| D. T. | D. T. | Miguel Herrera     |     |

| 12    | POR   | Sergio Bernal     |     |
| 5     | DEF   | Israel Castro     |     |
| 3     | DEF   | Joaquín Beltrán   |     |
| 4     | DEF   | Darío Verón       |     |
| 21    | DEF   | Gonzalo Pineda    |     |
| 16    | MED   | Gerardo Galindo   | 46' |
| 7     | MED   | Leandro Augusto   | 90' |
| 21    | MED   | Jaime Lozano      |     |
| 20    | MED   | Ismael Iñiguez    |     |
| 9     | DEL   | Joaquín Botero    | 74' |
| 26    | DEL   | Francisco Fonseca | 86' |
| D. T. | D. T. | Hugo Sánchez      |     |

| 17 | Delantero | Ricardo Martínez Trimmer | 38' |
| 24 | Delantero | Oribe Peralta            | 48' |
| 29 | Delantero | Hugo Melendez            | 67' |

| 22 | Delantero | Diego Alonso     | 74' |
| 14 | Delantero | Agustín Delgado  | 86' |
| 8  |           | Joaquín del Olmo | 90' |

| 46' | Francisco Fonseca | 0:1 |

| 26' · 44' | Ernesto Serrato Pablo Rotchen |

| 15' · 44' · 51' | Francisco Fonseca Darío Verón Leandro Augusto |

| Principal  | Armando Archundia                  |
| Asistentes | Héctor Manuel Delgadillo Castañeda |
|            | Pedro Rebollar León                |
| Cuarto     | Gilberto Alcalá                    |

|                    |    | [[Archivo:\|border\|30px]] |
| Tiros              | 13 | 7                          |
| Tiros a puerta     | 7  | 5                          |
| Faltas             | 17 | 13                         |
| Saques de esquina  | 0  | 0                          |
| Penaltis           | 0  | 0                          |
| Fueras de juego    | 1  | 0                          |
| Posesión del balón | %  | %                          |

| Alineación inicial |

| 16    | POR   | Christian Martínez |     |
| 2     | DEF   | Ismael Rodríguez   |     |
| 20    | DEF   | Paulo Serafín      | 48' |
| 4     | DEF   | Pablo Rotchen      | 75' |
| 3     | DEF   | Pierre Ibarra      |     |
| 6     | MED   | Argemiro Veiga     | 38' |
| 63    | MED   | Ernesto Serrato    |     |
| 8     | MED   | Luis Pérez         |     |
| 25    | DEL   | Sergio Pérez       | 67' |
| 28    | DEL   | Jesús Arellano     |     |
| 10    | DEL   | Guillermo Franco   |     |
| D. T. | D. T. | Miguel Herrera     |     |

| 12    | POR   | Sergio Bernal     |     |
| 5     | DEF   | Israel Castro     |     |
| 3     | DEF   | Joaquín Beltrán   |     |
| 4     | DEF   | Darío Verón       |     |
| 21    | DEF   | Gonzalo Pineda    |     |
| 16    | MED   | Gerardo Galindo   | 46' |
| 7     | MED   | Leandro Augusto   | 90' |
| 21    | MED   | Jaime Lozano      |     |
| 20    | MED   | Ismael Iñiguez    |     |
| 9     | DEL   | Joaquín Botero    | 74' |
| 26    | DEL   | Francisco Fonseca | 86' |
| D. T. | D. T. | Hugo Sánchez      |     |

| 17 | Delantero | Ricardo Martínez Trimmer | 38' |
| 24 | Delantero | Oribe Peralta            | 48' |
| 29 | Delantero | Hugo Melendez            | 67' |

| 22 | Delantero | Diego Alonso     | 74' |
| 14 | Delantero | Agustín Delgado  | 86' |
| 8  |           | Joaquín del Olmo | 90' |

| 46' | Francisco Fonseca | 0:1 |

| 26' · 44' | Ernesto Serrato Pablo Rotchen |

| 15' · 44' · 51' | Francisco Fonseca Darío Verón Leandro Augusto |

| Principal  | Armando Archundia                  |
| Asistentes | Héctor Manuel Delgadillo Castañeda |
|            | Pedro Rebollar León                |
| Cuarto     | Gilberto Alcalá                    |

|                    |    | [[Archivo:\|border\|30px]] |
| Tiros              | 13 | 7                          |
| Tiros a puerta     | 7  | 5                          |
| Faltas             | 17 | 13                         |
| Saques de esquina  | 0  | 0                          |
| Penaltis           | 0  | 0                          |
| Fueras de juego    | 1  | 0                          |
| Posesión del balón | %  | %                          |

| Alineación inicial |

| 16    | POR   | Christian Martínez |     |
| 2     | DEF   | Ismael Rodríguez   |     |
| 20    | DEF   | Paulo Serafín      | 48' |
| 4     | DEF   | Pablo Rotchen      | 75' |
| 3     | DEF   | Pierre Ibarra      |     |
| 6     | MED   | Argemiro Veiga     | 38' |
| 63    | MED   | Ernesto Serrato    |     |
| 8     | MED   | Luis Pérez         |     |
| 25    | DEL   | Sergio Pérez       | 67' |
| 28    | DEL   | Jesús Arellano     |     |
| 10    | DEL   | Guillermo Franco   |     |
| D. T. | D. T. | Miguel Herrera     |     |

| 12    | POR   | Sergio Bernal     |     |
| 5     | DEF   | Israel Castro     |     |
| 3     | DEF   | Joaquín Beltrán   |     |
| 4     | DEF   | Darío Verón       |     |
| 21    | DEF   | Gonzalo Pineda    |     |
| 16    | MED   | Gerardo Galindo   | 46' |
| 7     | MED   | Leandro Augusto   | 90' |
| 21    | MED   | Jaime Lozano      |     |
| 20    | MED   | Ismael Iñiguez    |     |
| 9     | DEL   | Joaquín Botero    | 74' |
| 26    | DEL   | Francisco Fonseca | 86' |
| D. T. | D. T. | Hugo Sánchez      |     |

| 17 | Delantero | Ricardo Martínez Trimmer | 38' |
| 24 | Delantero | Oribe Peralta            | 48' |
| 29 | Delantero | Hugo Melendez            | 67' |

| 22 | Delantero | Diego Alonso     | 74' |
| 14 | Delantero | Agustín Delgado  | 86' |
| 8  |           | Joaquín del Olmo | 90' |

| 46' | Francisco Fonseca | 0:1 |

| 26' · 44' | Ernesto Serrato Pablo Rotchen |

| 15' · 44' · 51' | Francisco Fonseca Darío Verón Leandro Augusto |

| Principal  | Armando Archundia                  |
| Asistentes | Héctor Manuel Delgadillo Castañeda |
|            | Pedro Rebollar León                |
| Cuarto     | Gilberto Alcalá                    |

|                    |    | [[Archivo:\|border\|30px]] |
| Tiros              | 13 | 7                          |
| Tiros a puerta     | 7  | 5                          |
| Faltas             | 17 | 13                         |
| Saques de esquina  | 0  | 0                          |
| Penaltis           | 0  | 0                          |
| Fueras de juego    | 1  | 0                          |
| Posesión del balón | %  | %                          |

| Alineación inicial |

| 16    | POR   | Christian Martínez |     |
| 2     | DEF   | Ismael Rodríguez   |     |
| 20    | DEF   | Paulo Serafín      | 48' |
| 4     | DEF   | Pablo Rotchen      | 75' |
| 3     | DEF   | Pierre Ibarra      |     |
| 6     | MED   | Argemiro Veiga     | 38' |
| 63    | MED   | Ernesto Serrato    |     |
| 8     | MED   | Luis Pérez         |     |
| 25    | DEL   | Sergio Pérez       | 67' |
| 28    | DEL   | Jesús Arellano     |     |
| 10    | DEL   | Guillermo Franco   |     |
| D. T. | D. T. | Miguel Herrera     |     |

| 12    | POR   | Sergio Bernal     |     |
| 5     | DEF   | Israel Castro     |     |
| 3     | DEF   | Joaquín Beltrán   |     |
| 4     | DEF   | Darío Verón       |     |
| 21    | DEF   | Gonzalo Pineda    |     |
| 16    | MED   | Gerardo Galindo   | 46' |
| 7     | MED   | Leandro Augusto   | 90' |
| 21    | MED   | Jaime Lozano      |     |
| 20    | MED   | Ismael Iñiguez    |     |
| 9     | DEL   | Joaquín Botero    | 74' |
| 26    | DEL   | Francisco Fonseca | 86' |
| D. T. | D. T. | Hugo Sánchez      |     |

| 17 | Delantero | Ricardo Martínez Trimmer | 38' |
| 24 | Delantero | Oribe Peralta            | 48' |
| 29 | Delantero | Hugo Melendez            | 67' |

| 22 | Delantero | Diego Alonso     | 74' |
| 14 | Delantero | Agustín Delgado  | 86' |
| 8  |           | Joaquín del Olmo | 90' |

| 46' | Francisco Fonseca | 0:1 |

| 26' · 44' | Ernesto Serrato Pablo Rotchen |

| 15' · 44' · 51' | Francisco Fonseca Darío Verón Leandro Augusto |

| Principal  | Armando Archundia                  |
| Asistentes | Héctor Manuel Delgadillo Castañeda |
|            | Pedro Rebollar León                |
| Cuarto     | Gilberto Alcalá                    |

|                    |    | [[Archivo:\|border\|30px]] |
| Tiros              | 13 | 7                          |
| Tiros a puerta     | 7  | 5                          |
| Faltas             | 17 | 13                         |
| Saques de esquina  | 0  | 0                          |
| Penaltis           | 0  | 0                          |
| Fueras de juego    | 1  | 0                          |
| Posesión del balón | %  | %                          |

| Alineación inicial |

|                         |
| UNAM Campeón 5° título. |